# Vratar (hokej na ledu)
Vratar je hokejski igralni položaj.
Vratar se v mnogih pogledih razlikuje od ostalih hokejskih igralnih položajev, izstopa že po hokejski opravi, saj vratarji nosijo posebne obrazne maske, ščitnike in tudi posebno palico, ki se razlikujejo od opreme hokejistov v polju. Vsa ta posebna oprema je natančno predpisana, v primeru nepravilne opreme pa je vratar kaznovan z izključitvijo. Ob tem vratar, v nasprotju s hokejisti v polju, ki se stalno menjajo, običajno brani celotno tekmo. Menjava vratarjev, v postavi za tekmo sta običajno dva ali trije, je največkrat posledica posledica poškodbe ali, po mnenju trenerja, slabem branjenju oz. prejetju večjega števila golov. 
Glavna naloga vratarja je, da zaustavlja ploščke, ko hokejisti nasprotnega moštva streljajo na njegov gol, pri tem mu glavno oporo nudita oba branilca. Zaradi tega se ves čas tekme nahaja v ali blizu vratarjevega prostora, ki je posebej obarvan del pred golom. Občasno vratarji zapustijo svoj gol, da ustavijo nasprotnikovo podajo ob ogradi za svojim golom ali daljšo podajo v prostor pred gol, če uspejo pri tem prehiteti nasprotnikove napadalce. V zadnjih minutah tekme lahko ekipa, ki zaostaja za gol ali dva, ob napadu zamenja vratarja za dodatnega napadalca, kar je sicer veliko tveganje, toda običajno v ligaškem tekmovanju štejejo prvenstvene točke, ne razlika v golih, zato je tveganje po prejetem zadetku v prazen gol pogosto sprejemljivo. Vratarji so tudi najbolj zaščiteni hokejisti, tako s strani pravil, ki kaznujejo nalet s telesom na vratarja, kot tudi s strani svojih soigralcev, ki kakršen koli napad na svojega vratarja po nenapisanih pravilih hokeja ostro maščujejo.  